# Belcastel (Aveyron)
Belcastel település Franciaországban, Aveyron megyében. Lakosainak száma 190 fő (2022. január 1.). Belcastel Clairvaux-d’Aveyron, Colombiès, Goutrens, Mayran és Rignac községekkel határos.

## Népesség
A település népességének változása:
| Lakosok száma | 280  | 249  | 245  | 234  | 204  | 190  | 191  | 195  | 193  | 190  |
|               | 1968 | 1982 | 1990 | 2006 | 2013 | 2015 | 2017 | 2019 | 2020 | 2022 |